# Terentius convexus
Terentius convexus är en insektsart som beskrevs av Carl Stål. Terentius convexus ingår i släktet Terentius och familjen hornstritar. Inga underarter finns listade i Catalogue of Life.